# Breath of Fire (serie)
Breath of Fire es una saga de videojuegos de rol creada por Capcom, iniciada en 1993 para la consola SNES, que consta de seis títulos en la actualidad.

## Historia de la Saga
La historia de los juegos de Breath of Fire toma lugar en un mundo ficticio que en cada título es geográficamente diferente; sin embargo, posee rasgos, como ciudades o eventos históricos en común. En este mundo hay distintas razas antropomórficas además de los seres humanos, llamadas clanes, tales como el Clan Dragón, el Clan de Pasto, o el Clan Alado, las cuales conviven entre sí o son típicas de ciertas regiones.
Breath of Fire nos narra el destino de un imperio antiguo liderado por los miembros del Clan Dragón, los cuales tienen la habilidad de transformarse en estas criaturas. Este imperio, poderoso y próspero, fue hundido en el olvido cuando los Dragones iniciaron guerras y batallas por poder y control del mundo. En la batalla, dos tipos de Clan Dragón se dividieron: Dragones de Luz y Dragones Oscuros. Al destruir su imperio, los Dragones volvieron a vivir con los demás seres en armonía.
La tierra volvió a ser un lugar pacífico, hasta los eventos del primer juego de la saga Breath of Fire, el cual narra la historia del joven miembro del Clan Dragón de Luz, Ryu y de su batalla contra los Dragones Oscuros, los cuales están planeando tomar el control de todos los clanes del mundo usando poderes dados por una misteriosa diosa, llamada Tyr o Myria. Tras el fin de la batalla contra Myria, se desencadenan los eventos que llevan a los juegos subsecuentes de Breath of Fire.
La historia de los juegos de la saga entre sí nunca posee los mismos personajes o antagonistas, pero sí posee ciertas características en común:
- Los dos protagonistas siempre son un miembro del Clan Dragón de nombre Ryu, y una mujer del Clan Alado llamada Nina.
- Control sobre personajes totalmente antropomórficos.
- Un enemigo final con características divinas.
- La existencia de lugares con nombres iguales o similares, por ejemplo Dologany, Gant, o Tunlan, ciudades de Breath of Fire.
- Un sistema de día y noche (no funciona en las versiones de PSX), es decir, que mientras se juega los días pasen y ciertos eventos cambien dependiendo de la hora.

## Juegos
- Breath of Fire (1993)
- Breath of Fire II (1994)
- Breath of Fire III (1997)
- Breath of Fire IV (2000)
- Breath of Fire: Dragon Quarter (2002)
- Breath of Fire 6 (2016)

- Datos: Q904008